# Akademie für Sozial- und Handelswissenschaften

Das 1906 eingeweihte Gebäude der Akademie

Die Akademie für Sozial- und Handelswissenschaften ist eine ehemalige Handelshochschule in Frankfurt am Main, die am 21. Oktober 1901 feierlich eröffnet wurde. Sie bot ein Studium in verschiedenen Zweigen der Wirtschaftswissenschaften, des Rechts und Sprachen an. Die Akademie ging 1914 in der Stiftungsuniversität Frankfurt auf.

## Geschichte

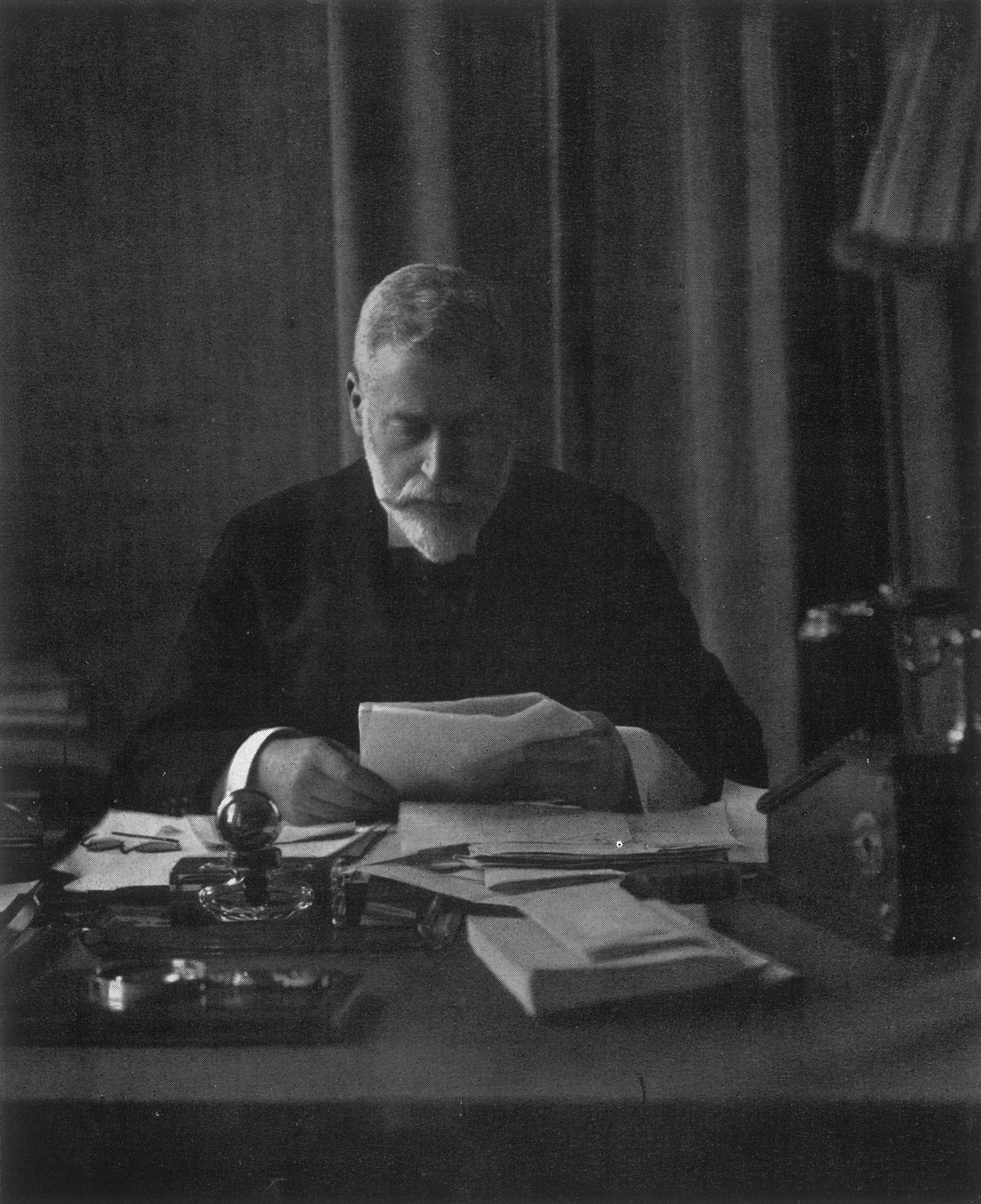
Wilhelm Merton war mit seinem Institut für Gemeinwohl maßgeblich an der Gründung beteiligt

Die entscheidende Initiative zur Gründung ging von Wilhelm Merton und dem um 1890 gegründeten Institut für Gemeinwohl aus. Bereits 1899 legte das Institut die Denkschrift „Die Akademie für Sozial- und Handelswissenschaften“ vor. Sie zählte soziale Missstände in der Bildung auf und nannte als Lösung eine Verbindung von Beamten und produzierendem Stand, die an der Akademie geschaffen werden sollte. Als Ergebnis der Verhandlungen zwischen Institut und der Stadt sowie weiteren Stiftern wurde im Januar 1900 ein Entwurf zur Gründung der Stadtverordnetenversammlung vorgelegt. Am 22. Mai 1900 konnte der finale Vertrag vorgelegt werden.
Die Akademie wurde finanziert durch das Institut für Gemeinwohl, das jährlich 30.000 Mark aufbrachte, die Stadt Frankfurt, die ebenfalls 30.000 bezahlte; die Handelskammer Frankfurt und die Polytechnische Gesellschaft spendeten jeweils 5.000 Mark jährlich. Weitere Einnahmen waren Zinsen, Vermächtnisse, Mitgliedsbeiträge und Honorare für Vorlesungen.
Georg Speyer, Wilhelm von Meister und Eugen Lucius stellten im Verlauf des folgenden Jahres weitere finanzielle Mittel in Höhe von rund 1,5 Millionen Mark zur Verfügung. Mit diesem Geld konnten gleich im ersten Jahr des Bestehens mehrere Lehrstühle eingerichtet werden.
Die Akademie für Sozial- und Handelswissenschaften wurde 1901 gegründet und am 21. Oktober 1901 im Beisein des preußischen Kultusministers Konrad Studt und des preußischen Handelsministers Theodor Möller im Saal des Dr. Hoch’s Konservatorium eröffnet. Die Eröffnungsrede hielt Franz Adickes. Die Vorlesungen begannen einen Tag später am 22. Oktober.
Zulassungsberechtigt waren Abiturienten, Kaufleute, Industrielle sowie Versicherungsbeamte mit Berufserfahrung und Lehrer. Ausländer konnten durch die Verwaltung zugelassen werden. Frauen konnten unter gleichen Voraussetzungen wie Männer zugelassen werden. Die Studiengebühr betrug pro Wochenstunde im Semester fünf Mark. Im ersten Semester besuchten 549 Personen die Vorlesungen.
Erster Rektor der Akademie wurde Heinrich Morf.
Die Bibliotheken von Hannah Luise von Rothschild und der Polytechnischen Gesellschaft standen Dozenten und Studenten offen. Die Akademie selbst verfügte über Bibliotheken zu Staats- und Handelswissenschaften, die vom Institut für Gemeinwohl übernommen wurden, und neuen Sprachen. Die Bibliothek für Sprachen wurde von der Dr. Ludwig-Braunfels-Stiftung und der Georg und Franziska Speyer'schen Studienstiftung eingerichtet.
Zu ihrem fünfjährigen Jubiläum bezog die Akademie 1906 das von der Jügelstiftung und dem Architekten Ludwig Neher für die Akademie neu errichtetes Gebäude (Jügelhaus).
Als 1914 die Stiftungsuniversität Frankfurt gegründet wurde, ging die Akademie für Sozial- und Handelswissenschaften darin auf. Sowohl die Lehrstühle, als auch das Gebäude wurden von der Universität übernommen.

## Organisation
Die Verwaltung der Akademie wurde dreigeteilt: Der Große Rat (Senat), der Verwaltung-Ausschuss und der Lehrkörper.
Der Große Rat bestand aus dem Oberbürgermeister Frankfurts und zwei vom Magistrat gewählten Mitgliedern aus ebendiesem, drei Mitgliedern der Stadtverordnetenversammlung, sechs Mitgliedern des Instituts für Gemeinwohl, zwei Mitglieder der Handelskammer und einem der Polytechnischen Gesellschaft. Der Große Rat hatte die Befugnis Änderungen in der Satzung durchzuführen, den Haushalt aufzustellen, Immobilienkäufe zu tätigen und über die Organisation des Lehrkörpers zu beschließen.
Der Verwaltungsausschuss bestand aus einer Person des Lehrkörpers, drei von städtischen Behörden und drei vom Institut für Gemeinwohl. Der Ausschuss hatte Lehrkräfte zu Berufen, den Lehrplan aufzustellen und die Akademie nach außen zu vertreten.

## Lehrangebot
Das erste Vorlesungsverzeichnis vom Wintersemester 1901/02 war unterteilt in: 1. Volkswirtschaftslehre, 2. Versicherungswissenschaft, 3. Verwaltungslehre und Verwaltungsrecht, Staats- und Völkerrecht, 4. Handelsrecht und Privatrecht, 5. Handelswissenschaften, 6. Fremde Sprachen, 7. Technik und andere Hilfswissenschaften.
Als Sprachen wurden Französisch, wo ein Austausch mit Provinzstädten in Frankreich für Studenten möglich war, Romanische Sprachen, Englisch und Spanisch gelehrt. Dozenten vom Physikalischen Verein hielten Vorlesungen in Naturwissenschaften, andere Vorlesungen wurden auch vom Institut für Gemeinwohl und anderen Institutionen und Hochschulen organisiert.

## Bekannte Hochschullehrer
- Selly Gräfenberg, Anglist und Romanist
- Heinrich Morf, Romanist